# Торак
Торак (мађ. Bégatárnok, рум. Torac) је насеље у општини Житиште, у Средњобанатском управном округу, у Србији. Према попису из 2022. било је 1916 становника.

## Географске одлике
Торак представља по значају другу раскрсницу у житиштанској општини. Од њих се одваја североисточни пут који повезује 4 општинска насеља и даље води у Румунију, и југоисточни пут који повезује житиштанску и сечањску општину. Налази се на 80 надморске висине.
Овде се налази Споменик природе Стабло бреста код Торка.

## Историја
Торак је једно од старијих румунских насеља у српском Банату. У другој половини 18. века помињу се суседна места Мали и Велики Торак. Налази се на левој обали Бегеја, некадашњег Тимишела, на раскрсници путева који воде од Зрењанина до Темишвара и од Кикинде до Вршца.
Прво документовано сведочанство о постојању села датира још из далеке 1332. године, када се Торак помиње на листама папске десетине, у којима су забележена сва примања тих година, сачувана у Архиву католичке епархије у Чанаду. Према наведеним документима, у Тораку је већ 1337. године основана римокатоличка парохија.
Српска православна митрополија у Сремским Карловцима, под чијом су јурисдикцијом дуго времена (између 1713-1865) били и банатски Румуни, уврстила је Торак међу парохије основане, "ab immemoriale tempore", сматрајући је као "parochiam antiquam". Још један значајан историјски документ помиње ондашњи Торак. У Ратном дневнику турског султана Бајазита, откривеном тек средином овог века у архиву Топ Капи Сараја из Цариграда, открива се податак да у свом походу против Мирче Старог 1394. године, после напада на Сланкамен и Тител, прелазећи кроз Бечкерек, Торак, Пардањ, Димискар, Оршаву... улази у Влашку, упућујући се према Ровинама. Сазнајемо да Торак припада Комитату Кеве (Ковин), и да је под управом Тамишког грофа Цанки Миклоша (1401—1455).
Торак су 1660. године посетили калуђери из српског манастира Пећке патријаршије. Изашао је пред њих поп Маринко који је платио за благослов 30 аспри и предао скупљени прилог од парохијана од 700 аспри.
Између 1713-1718. године уследио је аустријско-турски рат, а затим Пожаревачки мир (1718) после којег Торак, заједно са осталим банатским — насељима, прелази под власт аустријског царског двора. Четири деценије након тога почиње колонизација Баната са "гермариско-католичким елементима". Према Наредби бечког двора од 14. јула 1765. године, коју је потписала Марија Терезија, "сва румунска села, која су се нашла на путу германских колониста, требало је преселити на друга места". Ради се, наиме, о Патенту о колонизацији царице Марије Терезије од 25. фебруара 1763. године, а затим о Наредби, односно Декрету, који је упутила Банатска канцеларија за колонизацију 1765. године, којим је наређено исељавање румунског становништва из источног Торонтала, како би се швапским колонистима створило место. Овој Наредби је претходио Меморандум грофа Перлас Риапа, световног управитеља Баната, познатог заклетог непријатеља Румуна, који је 1708. године, због нечасних радњи био избачен из службе и судски прогоњен. Мађарски историчари веома детаљно описују, са којом бруталношћу је Бечки двор поступао приликом исељавања домаћег становништва, које се нашло на путу германских експанзионистичких планова према истоку. 
Досељеници су се настанили неколико километара источније од данашњег села, на Великом путу или Царском друму. Ради се о путу који води из Бечкерека (Зрењанина) за Темишвар. Колонисти су новим насељима дали имена села из којих су дошли: Сердин и Сакалаз. Насељеници су били Румуни (Власи), који су се нашли на путу немачких колониста. Судећи по Ерлеровом извештају из 1774. године, новонасељено село има рашко(српско) и влашко(румунско) становништво. Ерлер у свом извештају не говори о односу становништва, нити о њиховом броју. Каснији извештаји не спомињу српско становништво. Са овим називима, региструје их мађарска карта Баната из 1769. године. Међутим, нису дуго остали на овом месту. После само неколико година, правдајући то "недовољном безбедношћу места, које је изложено пљачкама и отимачинама", силазе на обалу Бегеја, на мочварно земљиште, окружено високим врбама и трском. Иако је земљиште било подложно плављењу и тешко обрадиво. Овде су преци Торачана били безбеднији, пошто се нису налазили на путу нападача и пљачкаша. Оно што им је било потребно за живот стекли су уз много зноја. То је констатовао и сам цар Франц Јосиф после своја три путовања кроз Банат: 1768, 1770. и 1773. године, када је два пута пролазио кроз Торак. После ових путовања су и Румуни добили неке олакшице. Добили су земљу. Журили су са премеравањем земље, тако да су локалне власти дале на коришћење "Колонистима по сесију земље (један "паор" односно по пола сесије ако је породица била мања и није могла да је обрађује. Сесија се састојала од 24 јутра оранице, 6 јутра ливаде, 3 јутра воћњака и 3 јутра општинског пашњака').
Када је 1797. године пописан православни клир Темишварске епархије постојала су два Торка. Велики Торак и Мали Торак. Тако је у Великом Торку било четири свештеника који су говорили српским и румунским језиком. Били су то пароси: поп Георгије Поповић (рукоп. 1752), поп Михаил Поповић (1782), поп Алексије Поповић (1790) и поп Димитрије Петровић (1788). У суседном Малом Торку служи пет свештеника, који говоре искључиво румунским језиком, мада већина има типично српске генералије. Записани су пароси: поп Јован Поповић (рукоп. 1772), поп Павле Поповић (1782) и поп Јевтимије Поповић (1782). Ту си и два ђакона, Андреј Паулов (1793) и Александар Поповић (1796).
После угарске анексије Баната, живот Торачана постаје све тежи. Само три године после тога, почевши од 1782. године па све до 1848. године, они постају кметови на имању грофа Киш Исака, који узима у најам оба села од Бечког двора. Затим, до револуције из 1848. год. оба села прелазе из руке у руку као власништво разних грофова, породице Киш. Тешко стање Торачана није се променило ни после револуције. Бечки двор је упркос идејама револуције 1848. године, поново узео земљу и доделио је властели, овога пута грофу Дукај Цеконицу, уместо да је подели сељацима. На његовом имању у Тораку, 1903. године избила је сељачка буна коју је војска угушила. Било је ухапшено преко 80 румунских сељака из оба села, те су осуђени на затвор. 
Уследио је Први светски рат, у којем је 118 Торађана изгубило живот ратујући у аустроугарској војсци. Већина њих је пала на бојном пољу у Галицији, на руском фронту. Многи Торачани су одведени у руско заробљеништво и стигли до Туркестана. Услови живота у оба села нису се много променили на боље ни после овог рата. То потврђује и сељачка буна из 1918. на имању Дракслера, а и побуна Торачана исте године, у којој је сиротиња опљачкала имовину грчких и јеврејских трговаца што је утицало да они напусте село, као и да становништво масовно оде у Добруџу, Француску и преко океана у Аргентину и САД (1929, 1930, 1931. и 1932. године).
Године 1947. два села Мали Торак и Велики Торак се спајају у једно село које називају Бегејци. Око 1960. године Бегејци су били општинско седиште, а од 1960. године, након нове територијално-административне организације земље, село припада општини Житиште.
Након Другог светског рата, долази и до прве појаве српског становништва, колонизацијом Срба из Босне и Херцеговине. За досељенике је изграђена нова четврт на обронцима села, под називом Зелено поље.
Други талас досељеника из Босне и Херцеговине долази након ратова деведесетих.

## Демографија
У насељу Торак живи 2281 пунолетни становник, а просечна старост становништва износи 43,0 година (40,5 код мушкараца и 45,3 код жена). У насељу има 1016 домаћинстава, а просечан број чланова по домаћинству је 2,80.
Становништво у овом насељу веома је нехомогено, а у последња три пописа, примећен је нагли пад у броју становника.
|  |

| Демографија | Демографија | Демографија |
| Година      | Становника  | Становника  |
| ----------- | ----------- | ----------- |
| 1948.       | 4.945       |             |
| 1953.       | 5.012       |             |
| 1961.       | 5.198       |             |
| 1971.       | 4.817       |             |
| 1981.       | 4.289       |             |
| 1991.       | 3.700       | 3.250       |
| 2002.       | 2.850       | 3.238       |
| 2011.       | 2.291       |             |

| Етнички састав према попису из 2002. | Етнички састав према попису из 2002. | Етнички састав према попису из 2002. | Етнички састав према попису из 2002. | Етнички састав према попису из 2002. |
| ------------------------------------ | ------------------------------------ | ------------------------------------ | ------------------------------------ | ------------------------------------ |
|                                      |                                      |                                      |                                      |                                      |
| Румуни                               | Румуни                               |                                      | 1.780                                | 62,45%                               |
| Срби                                 | Срби                                 |                                      | 569                                  | 19,96%                               |
| Роми                                 | Роми                                 |                                      | 203                                  | 7,12%                                |
| Мађари                               | Мађари                               |                                      | 89                                   | 3,12%                                |
| Југословени                          | Југословени                          |                                      | 83                                   | 2,91%                                |
| Муслимани                            | Муслимани                            |                                      | 8                                    | 0,28%                                |
| Хрвати                               | Хрвати                               |                                      | 3                                    | 0,10%                                |
| Словаци                              | Словаци                              |                                      | 2                                    | 0,07%                                |
| Бугари                               | Бугари                               |                                      | 2                                    | 0,07%                                |
| Немци                                | Немци                                |                                      | 1                                    | 0,03%                                |
| Македонци                            | Македонци                            |                                      | 1                                    | 0,03%                                |
| непознато                            | непознато                            |                                      | 1                                    | 0,03%                                |

| \| \| м \| \| \| ж \| \| ? \| 8 \| \| \| 6 \| \| 80+ \| 47 \| \| \| 73 \| \| 75—79 \| 51 \| \| \| 103 \| \| 70—74 \| 68 \| \| \| 94 \| \| 65—69 \| 83 \| \| \| 109 \| \| 60—64 \| 85 \| \| \| 128 \| \| 55—59 \| 81 \| \| \| 98 \| \| 50—54 \| 92 \| \| \| 68 \| \| 45—49 \| 100 \| \| \| 108 \| \| 40—44 \| 107 \| \| \| 81 \| \| 35—39 \| 89 \| \| \| 91 \| \| 30—34 \| 75 \| \| \| 75 \| \| 25—29 \| 64 \| \| \| 78 \| \| 20—24 \| 72 \| \| \| 79 \| \| 15—19 \| 89 \| \| \| 74 \| \| 10—14 \| 103 \| \| \| 74 \| \| 5—9 \| 83 \| \| \| 81 \| \| 0—4 \| 74 \| \| \| 59 \| \| Просек : \| 40,5 \| \| \| 45,3 \| |      |  |  |      |
| |      |  |  |      |
| | м    |  |  | ж    |
| ? | 8    |  |  | 6    |
| 80+ | 47   |  |  | 73   |
| 75—79 | 51   |  |  | 103  |
| 70—74 | 68   |  |  | 94   |
| 65—69 | 83   |  |  | 109  |
| 60—64 | 85   |  |  | 128  |
| 55—59 | 81   |  |  | 98   |
| 50—54 | 92   |  |  | 68   |
| 45—49 | 100  |  |  | 108  |
| 40—44 | 107  |  |  | 81   |
| 35—39 | 89   |  |  | 91   |
| 30—34 | 75   |  |  | 75   |
| 25—29 | 64   |  |  | 78   |
| 20—24 | 72   |  |  | 79   |
| 15—19 | 89   |  |  | 74   |
| 10—14 | 103  |  |  | 74   |
| 5—9 | 83   |  |  | 81   |
| 0—4 | 74   |  |  | 59   |
| Просек : | 40,5 |  |  | 45,3 |

| Број домаћинстава                                        | 1.337 | 1.352 | 1.469 | 1.393 | 1.342 | 1.280 | 1.016 |   |   |           |        |
| Број домаћинстава по броју чланова према попису из 2002. |       |       |       |       |       |       |       |   |   |           |        |
| Број чланова                                             | 1     | 2     | 3     | 4     | 5     | 6     | 7     | 8 | 9 | 10 и више | Просек |
| Број домаћинстава                                        | 253   | 294   | 152   | 158   | 82    | 46    | 21    | 6 | 2 | 2         | 2,80   |

| Пол    | Укупно | Неожењен/Неудата | Ожењен/Удата | Удовац/Удовица | Разведен/Разведена | Непознато |
| ------ | ------ | ---------------- | ------------ | -------------- | ------------------ | --------- |
| Мушки  | 1.111  | 295              | 696          | 87             | 33                 | 0         |
| Женски | 1.265  | 209              | 696          | 316            | 42                 | 2         |
| УКУПНО | 2.376  | 504              | 1.392        | 403            | 75                 | 2         |

| Пол    | Укупно                    | Пољопривреда, лов и шумарство | Рибарство                            | Вађење руде и камена | Прерађивачка индустрија       |
| ------ | ------------------------- | ----------------------------- | ------------------------------------ | -------------------- | ----------------------------- |
| Мушки  | 663                       | 453                           | 0                                    | 1                    | 93                            |
| Женски | 382                       | 244                           | 1                                    | 0                    | 41                            |
| УКУПНО | 1.045                     | 697                           | 1                                    | 1                    | 134                           |
| Пол    | Производња и снабдевање   | Грађевинарство                | Трговина                             | Хотели и ресторани   | Саобраћај, складиштење и везе |
| Мушки  | 2                         | 35                            | 33                                   | 4                    | 6                             |
| Женски | 0                         | 0                             | 34                                   | 3                    | 2                             |
| УКУПНО | 2                         | 35                            | 67                                   | 7                    | 8                             |
| Пол    | Финансијско посредовање   | Некретнине                    | Државна управа и одбрана             | Образовање           | Здравствени и социјални рад   |
| Мушки  | 1                         | 0                             | 11                                   | 9                    | 8                             |
| Женски | 1                         | 2                             | 6                                    | 21                   | 21                            |
| УКУПНО | 2                         | 2                             | 17                                   | 30                   | 29                            |
| Пол    | Остале услужне активности | Приватна домаћинства          | Екстериторијалне организације и тела | Непознато            | Непознато                     |
| Мушки  | 6                         | 0                             | 0                                    | 1                    | 1                             |
| Женски | 4                         | 1                             | 0                                    | 1                    | 1                             |
| УКУПНО | 10                        | 1                             | 0                                    | 2                    | 2                             |

## Галерија
- Румунска православна црква у Малом Торку
- Румунска православна црква у Великом Торку